# Juan Perez Sound
Juan Perez Sound är en vik i Kanada.   Den ligger i provinsen British Columbia, i den sydvästra delen av landet, 4 000 km väster om huvudstaden Ottawa.